# Donald von Frankenberg
Donald von Frankenberg (* 1951 in Stuttgart) ist ein deutscher Künstler.

## Leben
Donald von Frankenberg und Ludwigsdorff ist 1951 in Stuttgart geboren. Er entstammt einem alten Adelsgeschlecht und ist der Sohn aus erster Ehe des Rennfahrers Richard von Frankenberg mit Edith Neumann. Er studierte Philosophie und Geschichte sowie Medizin. Als Mediziner praktizierte er von 1982 an, studierte dann ab 1993 Grafik und Malerei an der Muthesius Kunsthochschule zu Kiel und betätigt sich seit 1996 als freischaffender Künstler.
Donald von Frankenberg lebt mit seiner Ehefrau in Kiel.

## Auszeichnungen
- 2001: „Wilhelm-Höpfner-Preis“ der Winckelmann-Gesellschaft.

## Ausstellungen
- 1997: Kunsthalle zu Kiel
- 1998: Abgusssammlung Antiker Plastik, Berlin
- 1998: Kunsthaus Lübeck
- 1999: Antikmuseet Aarhus
- 1999: Antikensammlung Erlangen
- 2000: Römisch-Germanisches Museum, Köln[2]
- 2002: Winckelmann-Museum, Stendal
- 2003: Kestner-Museum, Hannover
- 2003: Deutsches Medizinhistorisches Museum Ingolstadt
- 2005: Akademisches Kunstmuseum, Bonn[3][4]
- 2006: Abgußsammlung Antiker Plastik, Berlin
- 2008 Oberhessisches Museum – Wallenfels'sches Haus, Gießen[5]
- 2008: Antikenmuseum der Universität Leipzig[6]
- 2010: Stadtmuseum Gütersloh (Gruppenausstellung)[7]

## Sonstige Veröffentlichungen
Donald von Frankenberg veröffentlichte 2009 im Verlag Delius Klasing eine Biographie seines Vaters Richard von Frankenberg unter dem Titel: Richard von Frankenberg – Mit Vollgas durchs Leben.